# Гундоровка (Самарская область)
Гундоровка — поселок в Красноярском районе Самарской области в составе сельского поселения Большая Раковка. 

## География
Находится на правом берегу реки Сок на расстоянии примерно 29 километров по прямой на северо-восток от районного центра села Красный Яр.

## Население
Постоянное население составляло 2 человека (русские 100%) в 2002 году, 0 в 2010 году.